# 狭山茶

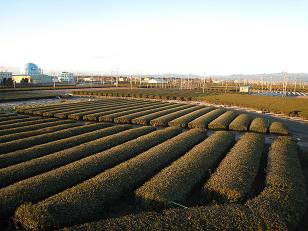
入間市茶業公園から狭山茶主産地域の眺め

狭山茶（さやまちゃ）とは、埼玉県西部および東京都西多摩地域を中心に生産されている日本茶である。
埼玉県における農産物生産面積では県下一で、入間市が狭山茶全体の6割程度の生産量を担い、次いで所沢市、狭山市が生産する。他にも近隣の飯能市、川越市、日高市、鶴ヶ島市、ふじみ野市、三芳町でも少数ではあるが生産される。主産地の入間市と接する東京都瑞穂町や青梅市および所沢市と接する武蔵村山市や東村山市などでも生産されるが、これらは東京狭山茶と呼ばれ区別されることがある。
茶産地としての歴史は長く、鎌倉時代にまで遡ることが出来、静岡茶、宇治茶と並んで日本三大茶とされている。古くからこの地域では「色は静岡、香りは宇治よ、味は狭山でとどめさす」と謳われている俚諺があり、これは狭山茶摘み歌の一節である。

## 歴史・概要

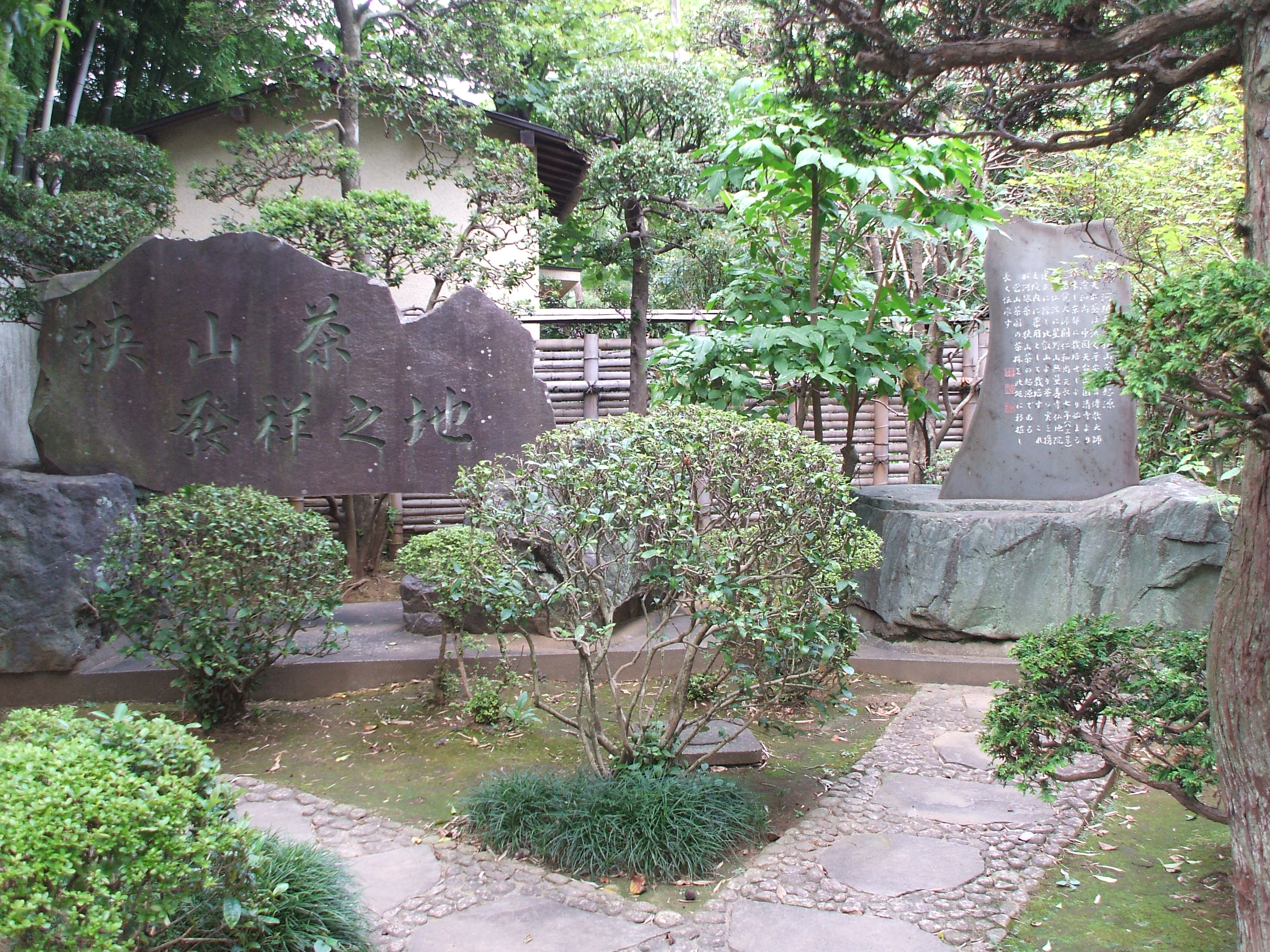
川越市中院にある「狭山茶発祥之地」の碑

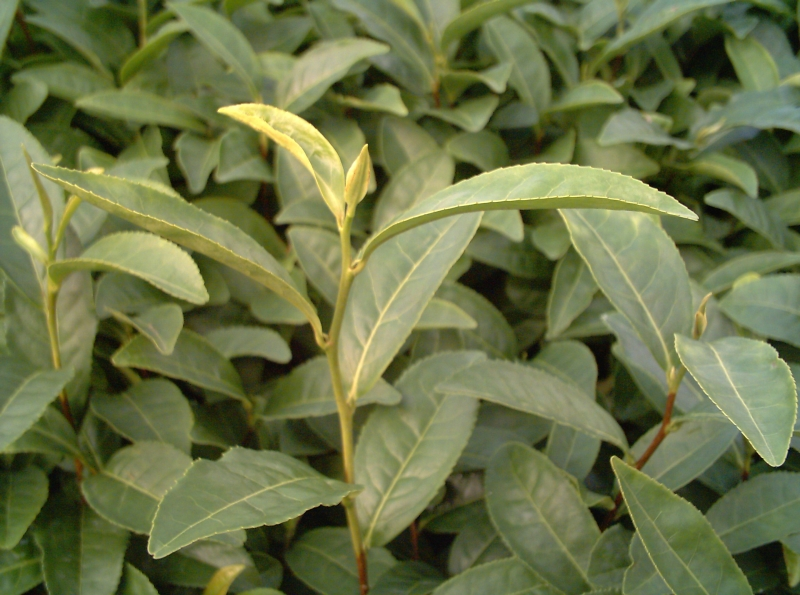
狭山茶 茶葉（所沢市・2006年9月）

「大規模な経済的茶産地」としては北限に位置し（日本最北限生産地は青森県の黒石茶、製茶工場のある北限生産地は岩手県の気仙茶）、冬季には雪や霜が降りることもあるその冷涼な気候により、茶の木は芽重型の厚みのある茶葉をつける。
始まりは鎌倉時代との伝承があるが定かではない。江戸時代には、入間市から所沢市にかけて横たわる狭山丘陵一帯の村々が川越藩領であったことから、「河越茶」と呼ばれていた。江戸中期に行われた武蔵野の新田開発により地域の特産物として栽培が普及し、産地も拡大した。現在その多くは入間市、次いで所沢市で生産されている。茶葉の摘み取りは年に2回行われ、一番茶は4月から5月、二番茶は6月から7月に出荷される。主要な栽培品種は「やぶきた」と「さやまかおり」である。
狭山茶の主産地が入間市であるというのは、入間市と狭山市の名称が入れ替わっているという経緯による。狭山丘陵は入間市から所沢市にかけて横たわっている丘陵であり、狭山市は含まれていない。また町村としては、かつての元狭山村にあり、合併後の旧豊岡町（現入間市）と旧入間川町（現狭山市）が市制に移行する際、入間川町は両町の合併を見越して先に「狭山市」という名称を選んだが、結局合併は行われず、豊岡町は武蔵町の名を経て「入間市」となった。そのため入間市立狭山小学校と狭山市立入間小学校（廃校）が混在するという地名の混乱が、入間市と狭山市にはしばしば見られる。
産地が横浜に近い事もあり、幕末から明治初頭にかけて外国商人を通じてアメリカを始めヨーロッパ各地に「SAYAMA」の名で輸出された。その後、明治8年、入間郡黒須村の繁田武平は茶の直接輸出を企てて近隣三郡の茶業者らとともに狭山会社（狭山製茶会社）を設立し、貿易商の佐藤百太郎を通じてニューヨークへ直接輸出した。

## 製法
丹念に選りすぐられた厚みのある茶葉と、「狭山火入れ」という伝統の火入れ（焙煎）が、江戸時代から変わらぬ美味しさの秘訣である。この火入れにより狭山茶特有の濃厚な甘味を得ることが出来る。手揉み茶の製法は「茶葉を蒸して焙烙に和紙を敷き、揉み乾かす」というものである。これは、享和2年（1802年）に吉川温恭、村野盛政、指田半右衛門らが編み出したもので、現在では、主に手もみ狭山茶保存会によって、保存活動が展開されている。

## 特徴
茶の木にとって寒冷な気候の埼玉県で育つ茶の木の葉は厚くなり（芽重型）、重厚な香味とコクを有する。逆に埼玉県より年平均気温が4～5℃高い温暖な気候で育つ鹿児島県の茶の木の葉は薄く（芽数型）、香味はさっぱりとしており、非常に対照的である。
狭山茶産地の茶園のほとんどが露地栽培で、玉露、かぶせ茶などの被覆栽培は少ない。伝統の狭山火入れにより色・香り・味ともに重厚であり、少ない茶葉でも「よく味が出る」茶に仕上げられている。

## 現状
狭山茶の生産地である入間市、所沢市、狭山市は、茶産地としては全国で最も都市化が進んだ地域である。これら3市はいずれも西武線沿線にあり、1時間程度で都心に移動できるため、1960年代から生産地のほぼ全域が東京のベッドタウンとなり人口が急増。相次いで住宅や商工業施設が建設される一方で茶園は減少していった。
茶の生産量は、埼玉県は静岡県・鹿児島県・京都府など他の主要産地に比べかなり少ない。ただしこれは温暖な鹿児島県の茶産地が1年に5回の収穫（1番茶、2番茶、3番茶、4番茶、秋冬番茶）が可能であるのに対し、埼玉県は寒冷な茶産地であるため茶園面積に対する茶葉の収穫量がもともと少なく、さらに1年に2回の収穫（1番茶、2番茶）しかできないこと、加えて産地全域が都市近郊で土地価格が高いことなどの制約があるためである。
入間市の西～南部には静岡や宇治等と同様の大規模な茶園地帯が存在し、その他住宅地の中に小さな茶園が散在する風景が見られる。
周辺に住宅等が増えたことによる日照の問題や土地価格の高騰など、都市化によって栽培のしやすさという点では他の茶産地に比べ不利が生じた。一方で人口急増の結果、地元の需要が増えたため遠方に出荷する必要がなくなり、近郊農業として確立。都市化は経営上の利点ともなっている。日常的に消費する飲料であるため特産物としての浸透は比較的容易であり、狭山茶は新旧住民を問わず地域の地場産業として愛されている。また川越市を除き観光地ではないため観光客向けの販売には頼っておらず、生産性の高い安定した経営・流通が実現している。
地域団体商標にも登録されている。

## 希少性
前述の通り寒冷地で育つ狭山茶は生産量が少なく、人口の多い都市近郊であることも相まって、この力強い味の茶はほぼ地産地消で終わってしまい希少性が高い。しかしながら、オンラインショッピングが普及した2022年現在、ネット上で購入することもできる。
また狭山茶は、茶産地としては極めて特殊な「自園自製自販（自茶園で収穫した茶葉を自分で製茶して販売する）」という形態の個人経営のお茶屋が多く、それぞれのお茶屋がそれぞれ育てた茶園で、それぞれこだわりの製茶をしているため、同じ狭山茶でも店舗によってかなり味わいが異なる。
特に主産地の入間市の若手茶師らは、埼玉県茶品評会・関東茶品評会・全国手揉み茶品評会において、1等1席（農林水産大臣賞）を数多く獲得している。

## 新たな展開
埼玉県内では、長らく県西部地域を中心に生産されていたが、近年では県東部地域や秩父地方へも生産地域が拡大しており、さいたま市や春日部市・久喜市からも茶葉が出荷されるようになっている。2007年には、鬼玉（Nack5）とセーブオンの共同企画で「狭山さやか」の名前のペットボトル入り狭山茶の販売が開始された。
入間市・狭山市・所沢市・飯能市など埼玉県西部地域では自治体や事業者、生産者団体による狭山茶ブランド化事業が進められており、紅茶やチョコレート・ケーキなどの新商品開発やロゴマーク作成・広報紙の発行のPR活動を行っている。
2018年3月には、埼玉県西部地域まちづくり協議会（入間市・狭山市・所沢市・飯能市）と山崎製パン株式会社のコラボレーションによりタイアップ商品「ランチパック　狭山茶入りクリーム＆つぶあん（スイーツシリーズ）」（ご当地ランチパック）を期間限定発売した。
東京都内では、2008年9月から東大和市のNPOが、地元の狭山茶の葉を使った紅茶「東京紅茶」の販売を開始した。既に2000年から、狭山茶葉を用いた紅茶の販売が一部で始まっており、狭山茶（東京狭山茶）をブランド化した「東京緑茶」の販売も行われていたが、新たに「東京紅茶」のブランド化を目指す。パッケージには東京タワー、原宿の街並み、多摩湖など東京都内の名所がデザインされている。宅地開発の進展で押され気味の地場産業を盛り上げ、街の新たな活性化につなげようという試みである。

## 地元茶業協会による狭山茶の定義
一般社団法人埼玉県茶業協会による規定（2004年4月16日制定）

### 生産地の定義
- 狭山茶の産地は、埼玉県内及び埼玉県に隣接する東京都の西部地域（主に狭山丘陵地域）とする[13]。
- 埼玉県内の特定地域名を産地とすることができる。 
  - 埼玉県内の特定地域名を産地としたものとして、川越茶・秩父茶・児玉茶がある。
- なお、東京都内産の狭山茶は、東京狭山茶と表示していることが多い。

### 表示基準
- 「狭山茶」を「産地銘柄」として表示できるものは、埼玉県内産及び埼玉県に隣接する東京都の西部地域産の荒茶を100%使用したものとする。
- 埼玉県内産及び埼玉県に隣接する東京都の西部地域産の荒茶を50%以上100%未満使用したものは「狭山茶ブレンド」と表示できるものとし、埼玉県内及び埼玉県に隣接する東京都の西部地域で最終的に仕上げ製造したものとする。
- 上記において「荒茶」とは、埼玉県内及び埼玉県に隣接する東京都の西部地域において、生葉を生産し加工したものをいう。

## 農業協同組合
- 生産者は他の農産物とは別に狭山茶のみを専門に取り扱う農協を組織している。
  - 狭山茶業農業協同組合 - 埼玉県の狭山茶生産地域を管内とする。埼玉県狭山市大字南入曽571
  - 東京狭山茶農業協同組合 - 東京都の狭山茶生産地域を管内とする。東京都西多摩郡瑞穂町大字二本木715-1

## その他
- 中院：慈覚大師円仁が京より茶を伝え境内で茶の栽培を始めた。「狭山茶発祥之地」の石碑がある。
- 入間市博物館：茶をメインテーマとした博物館。同館所蔵の「狭山茶の生産用具」が、2007年3月7日国の登録有形民俗文化財に登録された。狭山茶に関する特別展もしばしば開催する。HPに狭山茶についての詳しい解説がある。
- 狭山稲荷山公園：埼玉県主催茶会「さやま大茶会」会場。1990年、大茶会開催に合わせ、狭山市において新たに狭山抹茶「明松」（みょうしょう）が商品化された。
- 東村山音頭（オリジナル版）：狭山茶の濃厚な味が「人情の厚さ」に掛けて歌われている。
- 夫婦道：木曜21時枠TBS系テレビドラマ。埼玉県入間市で狭山茶を生産する夫婦を主人公に、普通の家族の人間模様を描いたホームドラマ。第1シリーズは2007年、第2シリーズは2009年放送。
- 津森千里：狭山市出身のファッションデザイナー。2008年、狭山市内の有限会社やまひろ広沢園が製造販売するペットボトル入りお茶「さやま茶」のパッケージデザインを担当した。
- 吉野弘：狭山市に在住していた詩人。茶畑の隣の宅地に居を構えていた。茶の栽培の様子に興味を持ち、その畑で作業をしていた生産者と交流。随筆「茶の花おぼえがき」（詩集『北入曽』所収。1977年・青土社）を著した。
- 狭山グリーンティースタッフ：茶娘の着物や茶はんてんを着て狭山茶のPRを行う女性。
- 西武ドーム：ライオンズ戦開催時、地元業者により場内で茶娘の格好をした売り子が狭山茶を販売している。
- となりのトトロ：狭山丘陵が主な舞台の長編アニメーション映画。劇中、サツキとメイ、父の3人が、おばあちゃんの家に引っ越しの場面で「狭山茶」の張り紙をした箱が登場する。
- にゃーちゃ：埼玉県応援非公認キャラクター。白猫の口元に緑色のヨダレが付いているが、それは狭山茶の飲みこぼしである。主に狭山茶の普及促進のため、各地で開催されるキャラクターイベントや地元のイベントなどに出演し、物販では自身のイラストの描かれた狭山茶も販売している。